# 1723 Klemola
Az 1723 Klemola (ideiglenes jelöléssel 1936 FX) a Naprendszer kisbolygóövében található aszteroida. Yrjö Väisälä fedezte fel 1936. március 18-án, Turkuban.